# Triple H (nhóm nhạc)
Triple H (tiếng Hàn: 트리플 H), là 1 nhóm nhạc được thành lập bởi Cube Entertainment vào năm 2017, bao gồm HyunA, thành viên của nhóm nhạc Pentagon là Hui, và Dawn (rapper). Họ phát hành đĩa mở rộng 199x vào ngày 1 tháng 5 năm 2017.

## Lịch sử

### 2017: thông báo và ra mắt với199x
Ngày 1 tháng 3 Cube Entertainment thông báo rằng HyunA đã thành lập một nhóm nhạc dự án cùng các đồng nghiệp cùng công ty, dự định ra mắt vào tháng 5. Ngày 1 tháng 4, Cube Entertainment thông báo Hui và E'Dawn thuộc Pentagon sẽ là thành viên của nhóm hợp tác Triple H. Vào cùng ngày, Cube TV phát sóng chương trình truyền hình thực tế Triple H Fun Argency. HyunA được chọn là trưởng nhóm bằng trò kéo búa bao.
Vào ngày 12 tháng 4, Cube Entertainment tiết lộ những hình ảnh concept đầu tiên của nhóm. Ngày 27 tháng 4, một đoạn thu âm ngắn được tung ra. Trong 3 ngày tiếp theo Cube Entertainment tung ra music video teaser 365 Fresh.
Ngày 1 tháng 5, bản mở rộng 199x được phát hàng cùng đĩa đơn 365 Fresh và MV.

### 2018:Retro Futurismvà tan rã
Ngày 26 tháng 6, Cube Entertainment xác nhận Triple H sẽ comeback vào ngày 18 tháng 7. Đúng vào ngày 18 tháng 7 năm 2018, Triple H chính thức ra mắt MV comeback "Retro Future".
Ngày 14 tháng 11, Cube Entertainment xác nhận E'Dawn chính thức rời Pentagon vì scandal hẹn hò với Hyuna. Hyuna và E'Dawn cùng rời công ty ngay tại thời điểm đó.

## Thành viên
| Nghệ danh     | Nghệ danh | Tên khai sinh | Tên khai sinh | Tên khai sinh | Tên khai sinh  | Ngày sinh        | Nơi sinh                        | Vai trò                                 |
| Latinh        | Hangul    | Latinh        | Hangul        | Hanja         | Hán-Việt       | Ngày sinh        | Nơi sinh                        | Vai trò                                 |
| Hyuna         | 현아      | Kim Hyeon-ah  | 김현아        | 金泫雅        | Kim Huyền Nhã  | 6 tháng 6, 1992  | Sangsu-dong, Seoul, Hàn Quốc    | Trưởng nhóm, Hát dẫn, Rap dẫn, Nhảy dẫn |
| Hui           | 후이      | Lee Hwi-taek  | 이회택        | 李會澤        | Lý Huy Trạch   | 28 tháng 8, 1993 | Gwacheon, Gyeonggi-do, Hàn Quốc | Hát chính, Nhảy dẫn                     |
| Dawn (rapper) | 이던      | Kim Hyo-jong  | 김효종        | 金曉鐘        | Kim Hiếu Chung | 1 tháng 6, 1994  | Hwasun, Jeolla-nam, Hàn Quốc    | Rap chính, Nhảy chính, Maknae           |

## Danh sách đĩa nhạc

### Extended plays
| Title | Album details | Peak chart positions | Peak chart positions | Sales                    |
| Title | Album details | KOR                  | Billboard US         | Sales                    |
| ----- | --- | -------------------- | -------------------- | ------------------------ |
| 199X  | - Released： ngày 1 tháng 5 năm 2017 - Label: Cube Entertainment, LOEN Entertainment - Formats: CD, digital download Track listing 1. Sunflower (바라기) 2. 365 Fresh 3. What's Going On? (꿈이야 생시야) 4. Girl Girl Girl 5. 365 Fresh (Inst.) | 4                    | 10                   | - KOR: 5,157+ - JPN: 274 |

### Singles
| Year | Title        | Peak chart positions | Peak chart positions | Sales          | Album          |
| Year | Title        | KOR                  | Billboard US         | Sales          | Album          |
| ---- | ------------ | -------------------- | -------------------- | -------------- | -------------- |
| 2017 | "365 Fresh"  | 81                   | 7                    | - KOR: 44,260+ | 199X           |
| 2018 | Retro Future | _                    | 16                   | N/A            | Retro Futurism |